# Легендата за пияния майстор
„Легендата за пияния майстор“ (на китайски: 醉拳二) е хонконгски филм, екшън комедия от 1994 година, режисирана от Лау Калън и Джаки Чан, който изпълнява и главната роля.
Класически кунг фу филм, „Легендата за пияния майстор“ разказва за китайския фолклорен герой Уон Фъйхун. През 1978 година Джаки Чан се снима в друг филм за него, „Пияният майстор“, но сюжетът на двата филма не е пряко свързан.